# 하카타구
하카타구(일본어: 博多区)는 일본 후쿠오카현 후쿠오카시를 구성하는 7개의 행정구 중 하나이다.
하카타구에는 후쿠오카현청이 있고 교통의 중심이 되는 하카타역과 하카타항, 후쿠오카 공항이 있다. 또한 규슈의 대동맥인 국도 제3호선이 구내를 종단하고 있어 후쿠오카시와 타 지역, 한국 등 다른 나라를 연결하는 교통의 중추가 되는 구이기도 하다.

## 지리
지도 상으로는 후쿠오카시의 동부에 해당하고, 북서에서 남동으로 길게 뻗은 구역이다. 북서부에는 나카강을 끼고 주오구와 접하며, 중서부에서는 나카강 및 가고시마 본선을 사이에 두고 미나미구와 접한다. 북부에서 히가시구, 동부에서 시메정, 남동부에서 오노조시, 남서부에서 가스가시와 접한다.
북서쪽의 끝은 하카타만에 접한 항만 지구이며, 하카타항의 중심지이다. 이곳의 베이 사이드 플레이스에서는 이키, 쓰시마, 고토 및 겐카이시마로 페리나 제트 포일이 취항하고 있다. 북서부는 예로부터 항구도시, 상업도시로 명성이 높았던 《하카타》라고 불리는 지역으로 덴진과 견줄 수 있는 후쿠오카시의 중심 시가지이다. 그 중에서도 나카강과 하카타강의 사이에 있는 지구는 〈나카스〉라고 불리며 규슈 제일의 환락가이다. 시가지 남동단에는 하카타역이 있다. 하카타역 주변 지구는 빌딩이나 호텔이 밀집한 비즈니스 거리의 성격이 강하다.

### 인접한 자치체
- 후쿠오카시
  - 미나미구
  - 주오구
  - 히가시구
- 가스가시
- 가스야군
  - 시메정
  - 우미정
- 오노조시

## 행정
현청 소재지이기 때문에 중의원 선거구는 후쿠오카현 제1구이다.

## 역사
이타즈케 유적은 일본 최초의 벼농사 유적지로 오랜 역사를 지니고 있다. 1972년 4월 1일에 후쿠오카시가 정령지정도시로 지정됨과 동시에 발족했다. 발족 당시에는 후쿠오카시의 구 중에서 유일한 지역 고유 지명을 가진 구였다.

## 교통

### 공항 및 항만
- 후쿠오카 공항
- 하카타항

### 철도
- 서일본 여객철도
  - 산요 신칸센
    - 하카타역
- 규슈 여객철도
  - 가고시마 본선
    - 요시즈카역 - 하카타역 - 다케시타역 - 미나미후쿠오카역

  - 사사구리선
    - 요시즈카역
- 서일본 철도
  - 덴진오무타선
    - 잣쇼노쿠마역
- 후쿠오카시 교통국(후쿠오카시 지하철)
  - ■ 공항선
    - 나카스카와바타역 - 기온역 - 하카타역 - 히가시히에역 - 후쿠오카 공항역

  - ■ 하코자키선
    - 나가스카와바타역 - 고후쿠마치역 - 지요켄초구치역

### 도로
- 후쿠오카 고속도로
- 국도 제3호선
- 국도 제202호선
- 국도 제385호선